# Terbi(III) fluoride
Terbi(III) fluoride là một hợp chất vô cơ có công thức hóa học TbF3. Chất rắn màu trắng/xám này khó tan trong nước. Nó có thể được tạo ra bằng phản ứng giữa terbi(III) carbonat và 40% acid fluorhydric ở 40 °C.

## Ứng dụng
Terbi(III) fluoride được sử dụng để sản xuất terbi.
2 TbF3 + 3 Ca → 3 CaF2 + 2 Tb